# Guillem II de Verona
Guillem II de Verona (mort vers 1273/1275) va ser un noble llombard, tercer o triarca de Negrepont (Eubea), considerat pels primers historiadors com triarca i mariscal del Principat d'Acaia a la Grècia llatina.
Va ser el segon fill de Guillem I de Verona, governant del terç meridional de l'illa.
Segons els primers historiadors començant per Karl Hopf, va ascendir a aquesta posició després de la mort del seu pare en 1263/6. També es creu que es va convertir en baró de Passavant i mariscal del Principat d'Acaia per un matrimoni hipotètic amb Margarida de Neully, baronessa de 1/3 d'Akova i hereva de Passavant, i pel fet que és impròpiament anomenat «mariscal» a la Istoria di Romania de Marí Sanuto.  Aquests punts de vista han estat impugnats per Raymond-Jérôme Loenertz en els anys 60.
Es va casar amb Catalina, una neboda de Guillem II de Villehardouin, amb qui no va tenir fills coneguts.
Guillem II de Verona va morir en la batalla de Demètries, que es va lliurar entre 1273 i 1275.